# 하비불라 칸
하비불라 칸(파슈토어: حبيب الله خان, 다리어: حبيب الله خان, 영어: Habibullah Khan, 1872년 6월 3일~1919년 2월 20일)은 1901년부터 1919년 사망할 때까지 아프가니스탄 왕국의 국왕이었다. 압두르 라흐만 칸의 장남으로 1901년 10월에 왕위를 계승했다. 그의 할아버지는 모하마드 아프잘 칸이었다.

## 어린 시절
1871년 하비불라는 우즈베키스탄 사마르칸트에서 압두르 라흐만 칸의 장남으로 태어났다. 그에게는 1874년에 태어난 남동생 나스룰라 칸이 있었다.

## 통치
하비불라는 비교적 개혁적인 통치자로 그의 나라를 현대화하려고 시도했다. 그의 통치 기간 동안 그는 현대 의학과 다른 기술들을 아프가니스탄에 가져오기 위해 일했다. 그의 아버지에 의해 강제로 추방된 많은 사람들은 하비불라에 의해 선포된 일반 사면에 의해 아프가니스탄으로 돌려보내졌다. 1903년, 하비불라는 군사학교와 함께 하비비아 학교를 설립했다. 그는 또한 그의 나라에 진보적인 개혁을 시행하기 위해 노력했다. 그는 다양한 법률 개혁을 실시했고 가장 가혹한 형사 처벌을 폐지했다. 그러나 그의 수석 보좌관 중 한 명인 압둘 라테프는 1903년 배교죄로 사형 선고를 받았다. 그는 카불에서 돌에 맞아 죽었다. 다른 개혁으로는 그의 아버지가 설치한 억압적인 내부 정보 조직을 해체하는 것이 포함되었다. 미흐타람의 칼라에세라이는 1912년부터 2013년까지 미흐타람에서 겨울을 나기 위해 아미르에 의해 건설되었다.

## 사망
하비불라는 1919년 2월 20일 라그만주의 칼라고시에서 사냥 중 암살되었다. 하비불라의 동생 나스룰라 칸은 1919년 2월 21일부터 2월 28일까지 잠시 그의 뒤를 이어 권력을 잡았으나 하비불라의 셋째 아들인 아마눌라 칸에 의해 축출되어 투옥되었다. 이것은 제3차 영국-아프가니스탄 전쟁 몇 달 전에 일어났다.